# Уайтхаус, Шелдон
Шелдон Уайтхаус (англ. Sheldon Whitehouse; род. 20 октября 1955, Нью-Йорк) — американский юрист и политик, сенатор США от штата Род-Айленд, член Демократической партии.

## Биография
Родился на Манхэттене в 1955 году, в 1978 году окончил Йельский университет, в 1982 году получил степень доктора права (J.D.) в Виргинском университете.
В 1983—1984 годах занимался юридической практикой, в 1985—1989 годах являлся специальным помощником генерального прокурора Род-Айленда, в 1989—1990 годах — помощником генерального прокурора Род-Айленда. С 1991 года работал в офисе губернатора Род-Айленда Брюса Сандлана — сначала исполнительным помощником, а в 1991—1992 годах — политическим директором. В 1992—1994 годах возглавлял бюро бизнес-регулирования штата.
В 1994—1998 годах являлся федеральным прокурором Род-Айленда.
В 1999—2003 годах — генеральный прокурор Род-Айленда.
В 2002 году принял участие в праймериз Демократической партии за право выдвижения кандидатуры на губернаторских выборах, но с результатом 38,4 % проиграл их Мирт Йорк (39,2 %).
В 2006 году одержал убедительную победу с результатом 81,5 % голосов на партийных праймериз для выдвижения своей кандидатуры на выборах в Сенат США и впоследствии победил на выборах Линкольна Чейфи, заручившись поддержкой 53,5 % избирателей.

## Личная жизнь
Шелдон Уайтхаус женат на Сандре Торнтон с 1986 года, у них двое детей: Молли и Александр.